# ハリド・スカー
ハリド・スカー（Khalid Skah、1967年1月29日 - ）は、モロッコの陸上競技選手。1992年バルセロナオリンピックの金メダリストである。

## 経歴
スカーは、モロッコ中部の高原の町ミデルト出身。クロスカントリーの選手としてその名を知られるようになり、1990年、1991年と世界クロスカントリー選手権を連覇。
スカーは1991年から、トラック競技にも出場するようになると、シーズン当初からその強さを発揮しだす。オスロの10000mでその強さを見せ付けると、同年夏の世界選手権では優勝候補の一人として目されるようになる。しかし、東京の世界選手権では、ケニアのリチャード・チェリモ、モーゼス・タヌイによるチーム戦略にはまってしまい3位に終わってしまう。さらに次に出場した5000mでも、スカーは疲れてしまったのか6位と惨敗してしまった。
スカーは、翌年のバルセロナオリンピックでは、10000mに出場。レースは、中盤以降、チェリモとのマッチレースとなる。ところが残り3周で思わぬことが起こる。2人の前に周回遅れのモロッコのハムー・ブタイブが現れ、ブタイブはそのまま先頭集団に残り、スカーを有利にするため、チェリモの前を2回も追い抜くような行動に出た。このような行為は、周回遅れのランナーはほかのランナーを助ける行為をしてはならないと定めた協議規則に反している。この行為に観衆は怒り、また審判もブタイブをつまみ出そうとするができずに終わった。
残り150mでスカーはスパートし、チェリモを引き離し1着でゴールインするが、その直後スカーの失格が発表され、チェリモが金メダルとなることで観衆は大喜びした。これに対し、モロッコ側は異議を申し立てる。異議は認められ判定は覆り、スカーの金メダルが復活した。表彰式では、スカーに金メダルが贈られると観衆から大ブーイングが起こり、チェリモの銀メダルにはスタンディングオベーションが贈られたのであった。
スカーは、1993年に、自身唯一の世界記録を樹立（2マイル：8分12秒17）。しかし同年の世界選手権の5000mでは5位に終わった。1995年の世界選手権では10000mで2位と結果を残した。1996年アトランタオリンピックでは、開会式においてモロッコ選手団の旗手も務め、前回大会と同じ10000mに出場。しかし7位と惨敗してしまった。
スカーは、1997年にノルウェーの市民権を得る。しかし、モロッコは、スカーが国際大会に出場するのを拒否したため、スカーは国際大会から姿を消す。2001年に再び出場することができるようになると、2001年の世界ハーフマラソン選手権で10位という成績を残した。

## 自己ベスト
- 1500m - 3分38秒10 (1992年)
- 3000m - 7分36秒76 (1994年)
- 5000m - 13分00秒54 (1994年)
- 10000m - 27分14秒53 (1995年)
- ハーフマラソン- 1時間00分24秒(1998年)
- マラソン - 2時間16分34秒(2003年)
- 3000mSC - 8分19秒30 (1994年)

## 主な実績
| 年   | 大会                     | 場所                       | 種目   | 結果 | 記録       |
| ---- | ------------------------ | -------------------------- | ------ | ---- | ---------- |
| 1990 | アフリカ陸上選手権       | カイロ(エジプト)           | 10000m | 1位  | 28分31秒1  |
| 1991 | 世界陸上選手権           | 東京(日本)                 | 5000m  | 6位  | 13分32秒90 |
| 1991 | 世界陸上選手権           | 東京(日本)                 | 10000m | 3位  | 27分41秒74 |
| 1992 | オリンピック             | バルセロナ(スペイン)       | 10000m | 1位  | 27分46秒70 |
| 1993 | 世界陸上選手権           | シュトゥットガルト(ドイツ) | 5000m  | 5位  | 13分07秒18 |
| 1994 | IAAFグランプリファイナル | パリ(フランス)             | 5000m  | 1位  | 13分14秒63 |
| 1994 | IAAFワールドカップ       | ロンドン(イギリス)         | 10000m | 1位  | 27分38秒74 |
| 1995 | 世界陸上選手権           | イェーテボリ(スウェーデン) | 10000m | 2位  | 27分14秒53 |
| 1996 | オリンピック             | アトランタ(アメリカ合衆国) | 10000m | 7位  | 27分46秒98 |